# Dayah Baro (Matangkuli)
Dayah Baro is een bestuurslaag in het regentschap Aceh Utara van de provincie Atjeh, Indonesië. Dayah Baro telt 123 inwoners (volkstelling 2010).